# Astroneer
Astroneer — відеогра, розроблена студією System Era Softworks для Microsoft Windows, Xbox One. Astroneer є науково-фантастичною «пісочницею». Гравцю в ролі астронавта пропонується колонізувати планети, створювати структури та добувати ресурси. Astroneer спочатку була випущена 16 грудня 2016 року в системах раннього доступу — Steam Early Access для Microsoft Windows та Game Preview для Xbox One. 6 лютого 2019 року гра була оновлена до версії 1.00 та було оголошено про офіційний вихід гри.

## Сюжет
Згідно з сюжетом гри, в XXV столітті йде космічна «золота лихоманка» — людство освоює далекий космос. В Astroneer немає будь-яких визначених завдань чи сюжетної лінії для гравців. Гравець з допомогою спеціального інструменту може змінювати рельєф планет, супутників та астероїдів, збираючи різні корисні копалини. Накопичені ресурси можна використовувати для створення нових інструментів, засобів транспорту та модулів для будівництва баз.